# ديفيد فالاداو
ديفيد غونكالفيس فالاداو (بالإنجليزية: David Goncalves Valadao)‏ هو سياسي ومزارع ألبان أمريكي من الحزب الجمهوري ولد في يوم 14 أبريل 1977 في هانفورد في كاليفورنيا لعائلة برتغالية الأصل. هو عضو في مجلس النواب الأمريكي منذ سنة 2013.